# Akos Farkas
Pour les articles homonymes, voir Farkas.
Akos Farkas, né le 9 septembre 1898 à Abrud (Autriche-Hongrie) et mort le 2 février 1971 à Garden City (États-Unis), est un directeur de la photographie d'origine hongroise.

## Biographie
Akos Farkas a travaillé dans plusieurs pays — dont l'Allemagne, les Pays- Bas, l'Italie, le Canada et les États-Unis — sur plus de trente films au cours de sa carrière, dont Die Försterchristl (de) [La Fille du forestier] de Friedrich Zelnik (1931).
En raison de son héritage juif, Farkas a dû quitter l'Allemagne après la prise de pouvoir nazie en 1933.

## Filmographie (sélection)
- 1924 : Dreiklang der Nacht (de)
- 1926 : The Bohemian Dancer (en)
- 1928 : Fünf bange Tage (de)
- 1928 : Volga ! Volga !
- 1928 : Le Président
- 1929 : Auf der Reeperbahn nachts um halb eins (de)
- 1929 : Giftgas (de)
- 1930 : Marriage Strike (en)
- 1930 : Only on the Rhine (en)
- 1931 : Der Weg nach Rio (de)
- 1931 : Salto Mortale
- 1931 : Die Försterchristl (de) [La Fille du forestier]
- 1934 : Die drei Matrosen (de)
- 1934 : Willem van Oranje (en)
- 1935 : Het mysterie van de Mondscheinsonate
- 1936 : Merijntje Gijzen’s Jeugd (de)
- 1936 : Op een avond in mei (nl)
- 1937 : I tre desideri
- 1937 : Pygmalion (en)
- 1938 : All of Life in One Night (en)
- 1938 : I Want to Live with Letizia (en)
- 1938 : Star of the Sea (en)
- 1939 : Boefje
- 1940 : Ergens in Nederland (de)
- 1951 : Le Rossignol et les Cloches
- 1953 : Tit-Coq de René Delacroix et Gratien Gélinas